# Parasiccia dentata
Parasiccia dentata là một loài bướm đêm thuộc phân họ Arctiinae, họ Erebidae.